# Човешкото действие
„Човешкото действие: трактат по икономика“ (на английски: Human Action: A Treatise on Economics) е книга на австрийския икономист и философ Лудвиг фон Мизес, издадена в Съединените щати през 1949 година.
Тя е англоезична преработка на издадената през 1940 година на немски „Nationalökonomie: Theorie des Handelns und Wirtschaftens“. Сочена за magnum opus сред трудовете на Фон Мизес, книгата развива неговата теория за праксеологията, обосновавайки икономическия либерализъм като основа на цивилизацията и опитвайки се да приложи към икономическата наука цялостна система на априорна епистемология.
„Човешкото действие“ е издадена на български през 2011 година в превод на Петьо Ангелов.